# Bergpeltops
Bergpeltops (Peltops montanus) är en fågel i familjen svalstarar inom ordningen tättingar.

## Utbredning och systematik
Fågeln förekommer i bergsområden på Nya Guinea. Den behandlas som monotypisk, det vill säga att den inte delas in i några underarter.

### Familjetillhörighet
Törnkråkorna i Cracticus, flöjtkråkan (Gymnorhina tibicen), kurrawongerna i Strepera samt de två arterna i Peltops placerades tidigare i den egna familjen Cracticidae. Dessa är dock nära släkt med svalstararna i Artamidae och förs allt oftare dit.

## Status
IUCN kategoriserar arten som livskraftig.